# Parco del castello (Gotha)

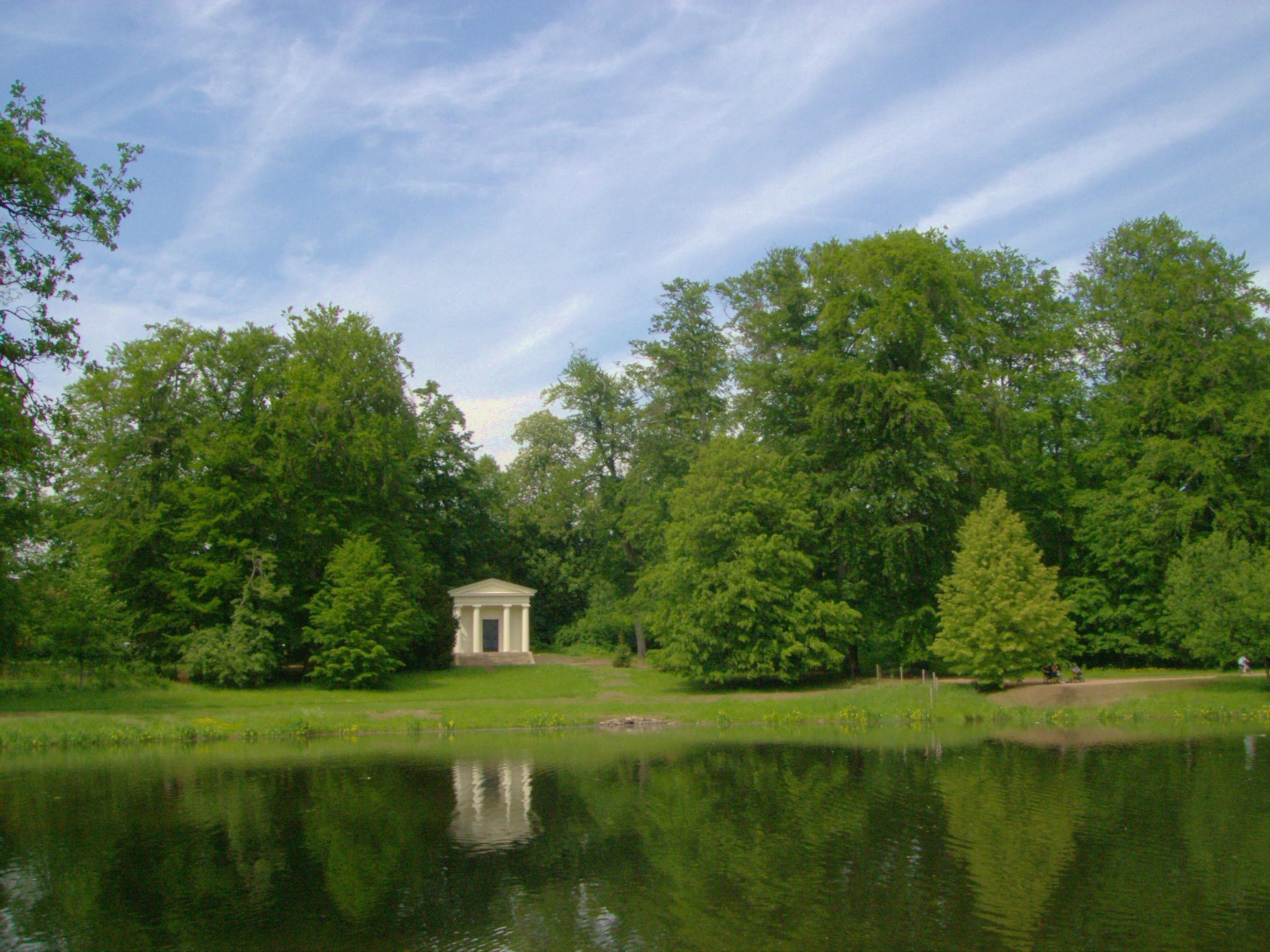
Tempo di Mercurio e grande laghetto del parco del castello di Gotha

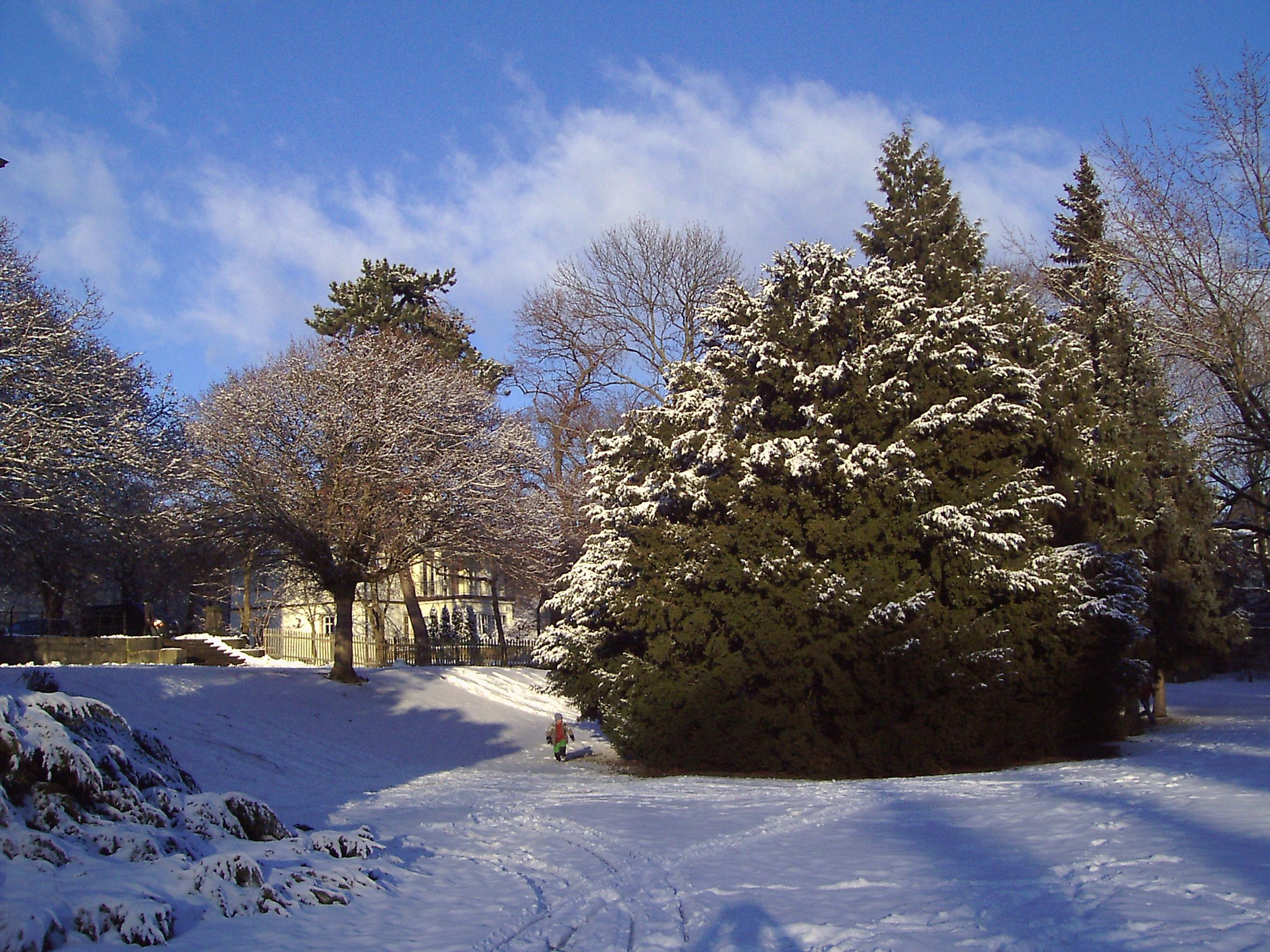
Abete in inverno

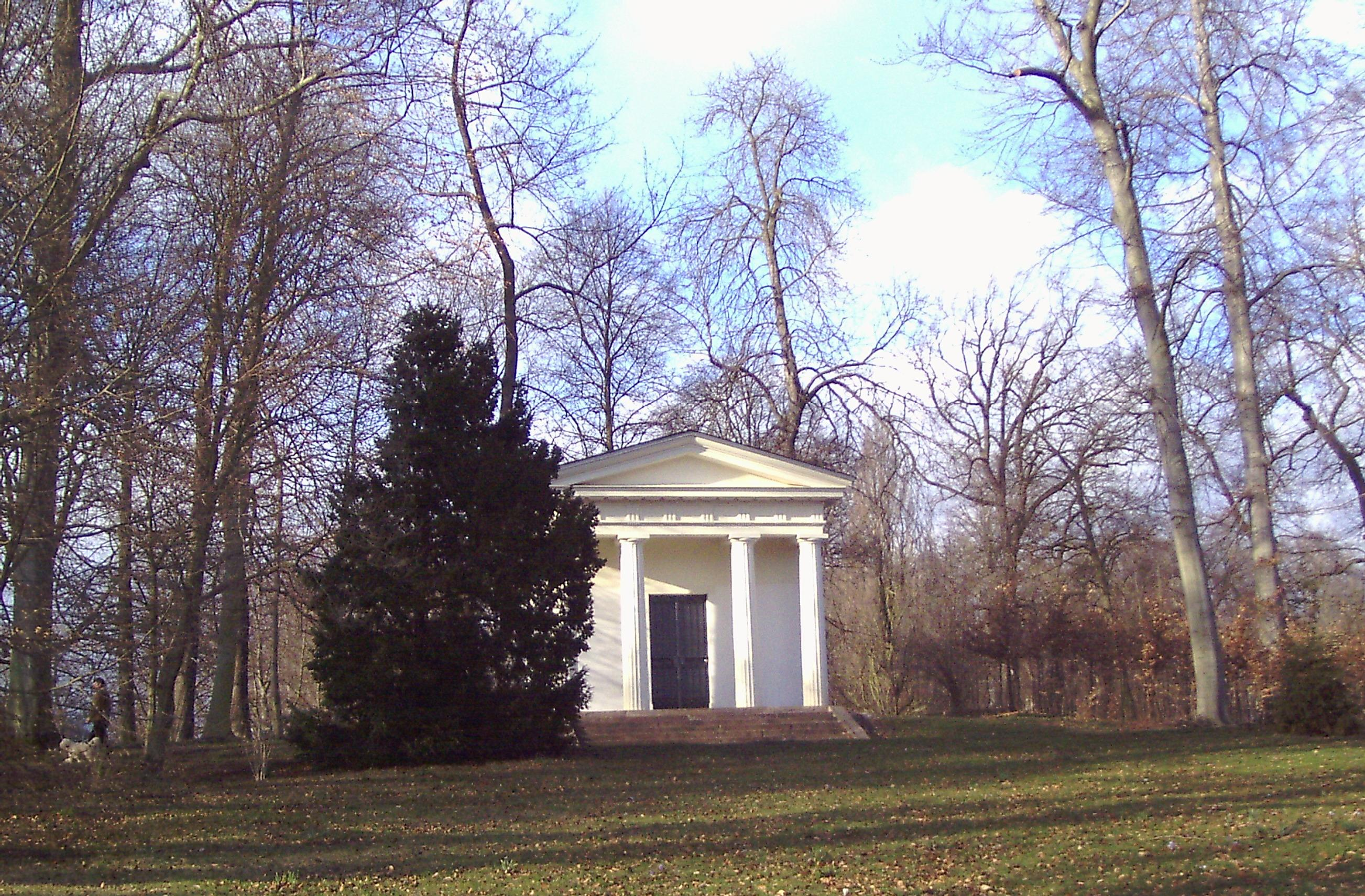
Tempio dorico (Tempio di Mercurio) presso il grande laghetto del parco del castello

Il parco del castello, con i suoi 37 ettari, è uno dei parchi più grandi della Germania e tra i luoghi più importanti della città di Gotha. A sud del Castello Friedenstein si trova uno dei giardini paesaggistici più antichi al di fuori dell'Inghilterra, risalente al 1765. Il parco del castello di Gotha è stato votato il quarto parco più bello della Germania centrale, nel 2007, dagli spettatori del Mitteldeutscher Rundfunk. Il giardino inglese, in particolare, è caratterizzato da alberi secolari, tra cui querce peduncolate di età superiore ai 500 anni.

## Storia

### Giardino delle mura del castello
Il parco ebbe inizio con la costruzione del Castello Friedenstein da parte del duca Ernesto I (il Pio) di Sassonia-Gotha-Altenburg, tra il 1643 e il 1648. Il cosiddetto giardino delle mura del castello, creato all'epoca, veniva utilizzato per rifornire le cucine e rilassare la famiglia ducale. Era rettangolare e dava spazio a numerose piante a nord. La coltivazione delle erbe aromatiche era a sud, separata da siepi di ribes, rose e uva spina. Le aiuole contenevano gigli, narcisi, giacinti, crochi, iris, hemerocallis e tulipani e servivano come status symbol per il duca. Il giardino delle mura del castello esistette fino al 1772 circa e venne poi riconvertito.

### Ampio orto
Il nuovo grande orto fu costruito anch'esso sotto il duca Ernesto I di Sassonia-Gotha-Altenburg nell'area tra l'odierna Park-Allee e il canale Leina, che fu costruito nel XIV secolo tra Schönau e Gotha per fornire l'acqua, proveniente dalla foresta della Turingia, all'arida città. Le piante di agrumi venivano coltivate in vasi nell'ampio orto. A sud, si trovava la residenza del giardiniere. L'ampio orto esistette fino al 1864. Il Museo ducale fu costruito, in parte, sulla sua area in stile neorinascimentale fino al 1879. L'area restante fu utilizzata per creare il cosiddetto giardino dei pini.

### Giardino barocco
Il giardino barocco fu creato tra il 1708 e il 1711 con la costruzione del palazzo Friedrichsthal sotto il duca Federico II a est al di fuori degli ex bastioni. Consisteva in letti decorativi, alberi tagliati a forma e pareti verdi legnose. L'asse principale fu creato in direzione ovest-est e terminava nel cosiddetto Ehrenhof. Al centro c'era una grande fontana. Il confine del parco era costituito da viali a più file. Nell'ultimo decennio del XIX secolo vi sono stati costruiti edifici governativi.

### Orangerie

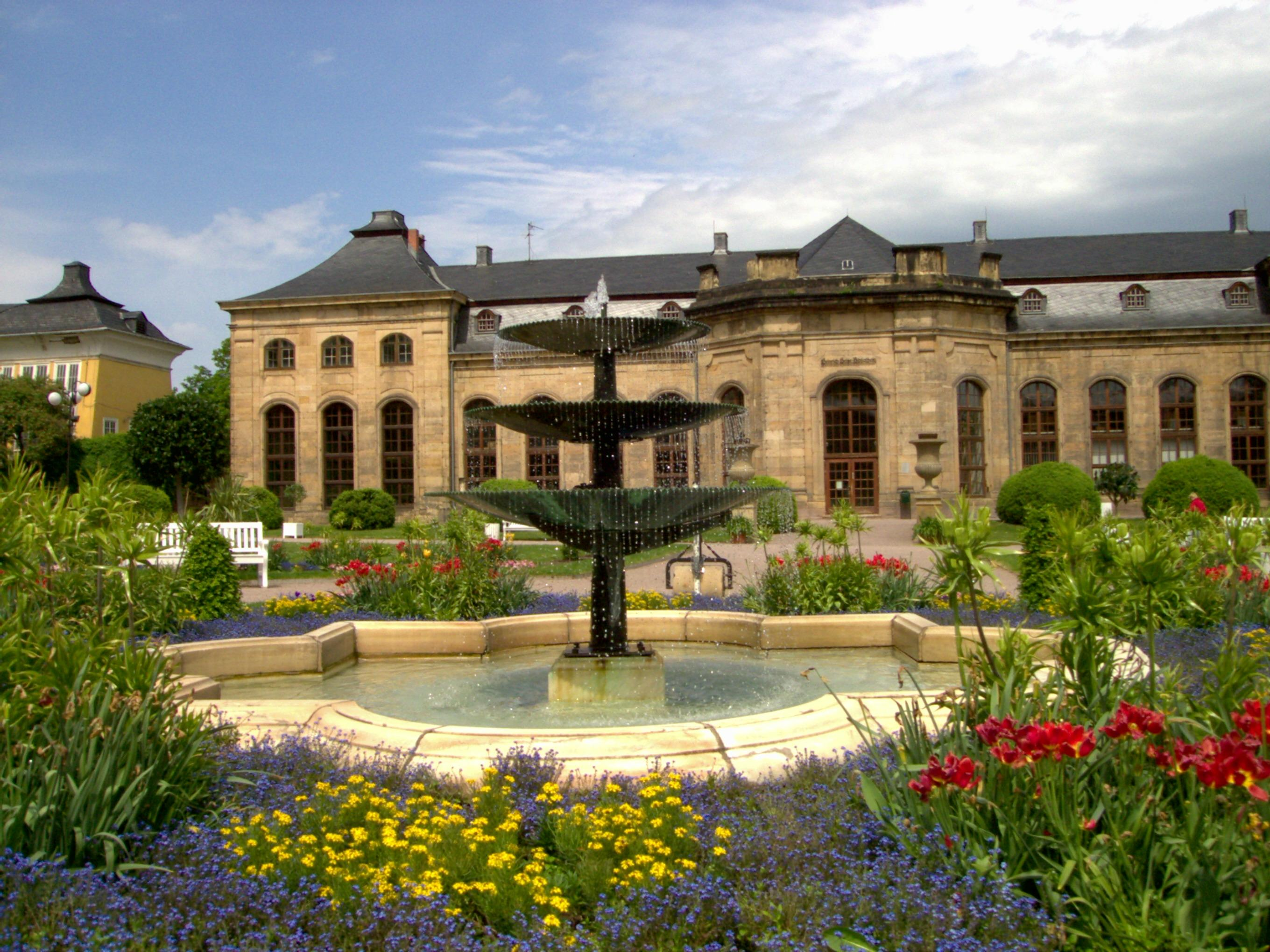
Vista della Orange House chiamata Casa nord dell'Orangerie

Dal 1708, il duca Federico II aveva realizzato il giardino a terrazze sotto le fortificazioni del castello Friedenstein con una serra per la raccolta ducale di piante di agrumi. Prese il nome dalla casa costruita sul lato est del giardino nel 1708, che ospitava la guardia del corpo ducale a cavallo. Dietro ordine del duca Federico III e della sua consorte Luisa Dorotea, il giardino venne ampliato da Johann Erhard Straßburger con un più ampio aranceto, con una fontana e una piccola casa di piacere.
Nel 1747, il direttore regionale di Weimar, Gottfried Heinrich Krohne fu incaricato di trasformarlo in un "giardino degli aranci" basato sul modello francese. Il giardino fu ampliato con l'acquisto di terreni, i vecchi edifici furono demoliti e fu costruito un nuovo complesso edilizio con due serre. L'architettura del giardino, ora ufficialmente conosciuto come Orangerie, era orientata verso il palazzo Friedrichsthal che si trovava di fronte. Gli ultimi lavori di costruzione degli edifici furono completati solo nel 1767 dal successore di Krohne, Johann David Weidner, e il giardino fu terminato solo nel 1774.
Sebbene a causa del lungo periodo di costruzione e del mutato gusto del giardino, il progetto barocco originariamente pianificato del parterre non fu più realizzato, l'orangerie di Gotha era rinomata, già alla fine del XVIII secolo, per la sua disposizione attraente e la sua vasta collezione di piante esotiche. Aveva la reputazione di essere una delle più eccezionali del suo genere in Germania. Nel 1796, si dice che quasi 3000 alberi di arancio amaro, limoni, alloro, fichi e piante di ananas si trovassero lungo i sentieri e lungo i prati.
Durante la prima guerra mondiale, la popolazione di piante, un tempo estesa, declinò rapidamente e l'uso del giardino come aranceto fu abbandonato. Nel 1955 fu demolita la serra meridionale, gravemente danneggiata durante la seconda guerra mondiale. Dal 2004 la Fondazione Palazzi e Giardini della Turingia ha costruito un nuovo parco con piante di arancio, cercando di rinnovare gli edifici esistenti e, dopo circa 90 anni di interruzione, viene usato nuovamente il giardino come aranceto.

### Giardino inglese/Parco Ducale

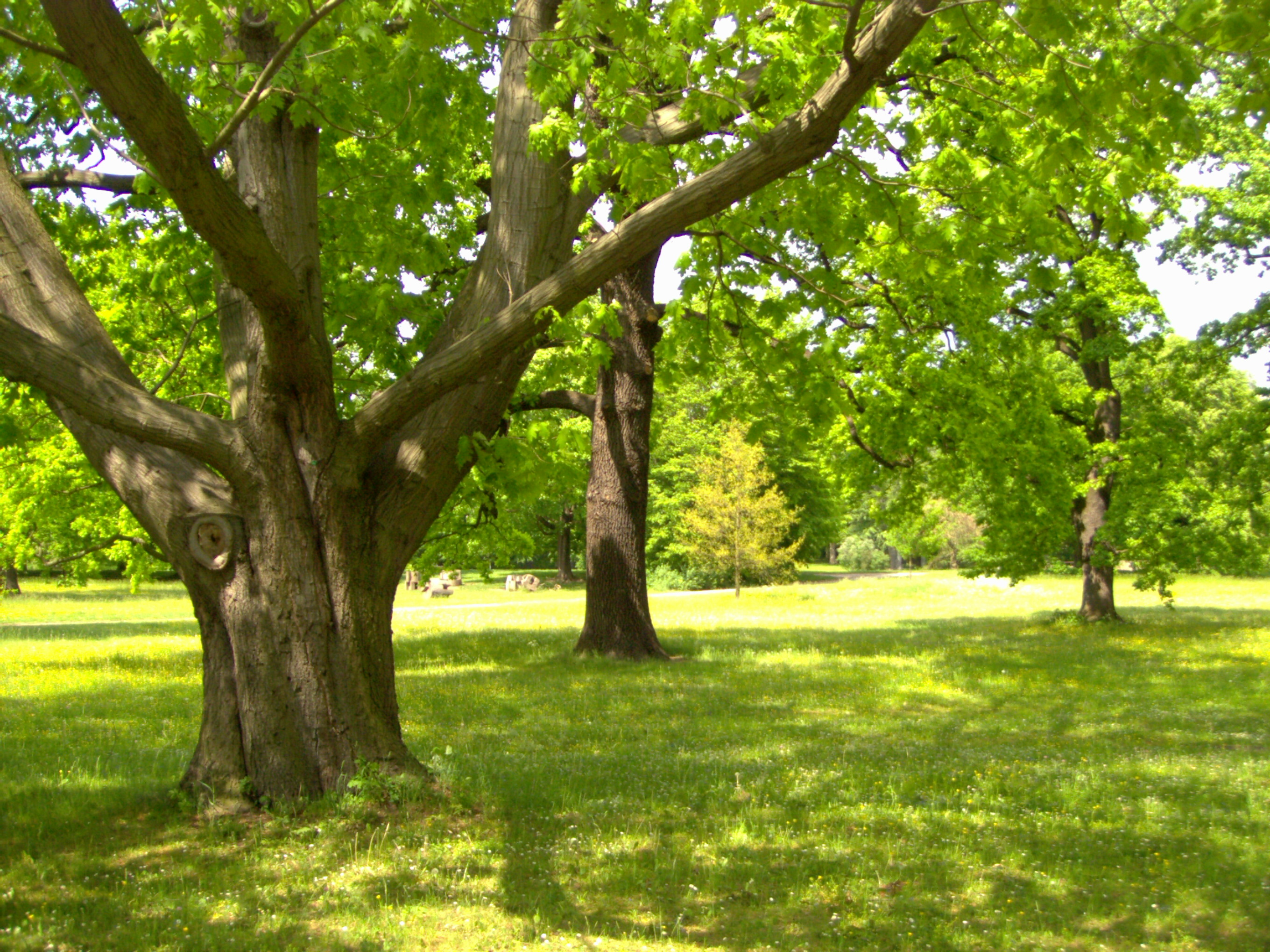
Vecchie querce nel giardino inglese

Fu costruito dal 1765 a sud del canale di Leina su iniziativa del duca Ernesto II di Sassonia-Gotha-Altenburg e, con i parchi di Harbke e Wörlitzer è uno dei giardini paesaggistici più antichi del continente. L'impianto fu realizzato dai giardinieri John Haverfield il Giovane e Christian Heinrich Wehmeyer, ex giardiniere di corte del castello di Molsdorf. Fu costruito attorno al grande stagno del parco a sud. Tra il 1775 e il 1777, Carl Christoph Besser costruì un tempio dorico dedicato al dio Mercurio sulla sua sponda nord-occidentale, che è considerato il primo tempio greco-dorico della Turingia. Nella parte orientale del giardino inglese ci sono numerosi arbusti nordamericani che provengono dal giardino botanico di Kew e sono stati donati al duca da sua zia, la principessa Augusta del Galles. Vecchie querce peduncolate vennero portate dalle foreste circostanti. Il trasporto, realizzato con carri trainati da buoi, ebbe luogo sotto la direzione del colonnello Johann Bartholomaeus Orphal, che era al servizio del duca. Alcuni dei vecchi alberi sono stati conservati fino ad oggi. L'espansione del giardino paesaggistico ad ovest fu realizzata tra il 1780 e il 1782. Il Belt-Walk, progettato attorno allo stagno grande secondo le idee del progettista di giardini inglese Lancelot Brown e che conduce anche oltre il Tempio di Mercurio, è stato riportato al suo corso originale nel 2009. Contrariamente alla maggior parte degli altri giardini paesaggistici inglesi, che erano direttamente collegati al paesaggio circostante, il Parco Gothaer era originariamente circondato da un muro, iniziato solo nel XIX secolo e poi eliminato. Dopo la morte di Obergärtner Wehmeyer, nel 1813, il giardino inglese si deteriorò rapidamente. Nel 1780/1781 la cappella, ora chiamata Teeschlösschen, fu costruita in stile neogotico nella parte orientale del giardino inglese, sopra l'orangerie, da Carl Christoph Besser. La casa di piacere, che fu ampliata più volte negli anni seguenti, si trovava sul sito dell'ex giardino della duchessa, delle duchesse Charlotte Amalie e Karoline Amalie, che lo usarono come residenza estiva, in seguito come cappella anglicana e oggi è una scuola materna.

#### Isola funeraria nello stagno del parco

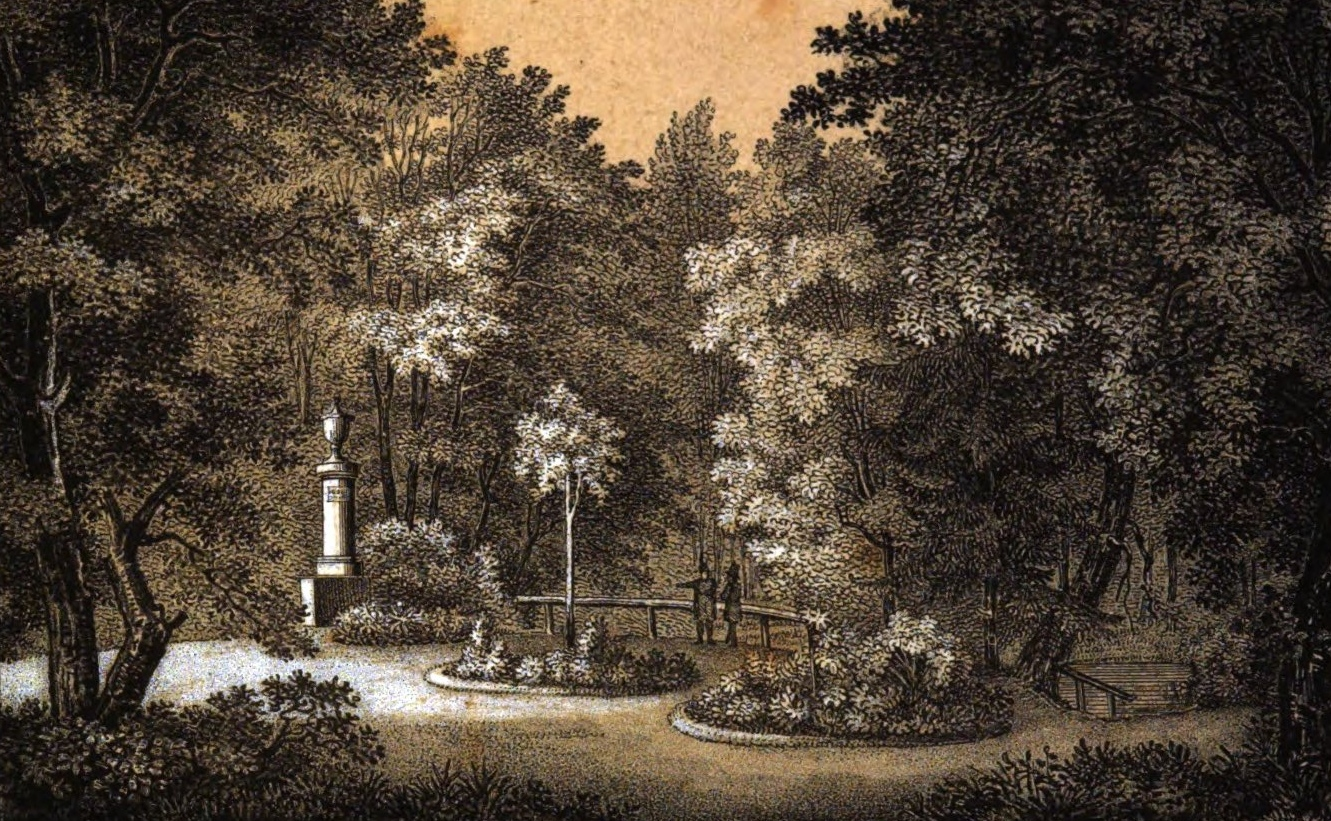
Isola funeraria con la cosiddetta colonna principe e le tombe della famiglia ducale, 1840

Una caratteristica speciale del giardino inglese è l'isola di sepoltura nel grande stagno del parco. Tra il 1779 e il 1848 servì da sepoltura dei membri della Casa di Sassonia-Gotha-Altenburg. È stata creata sulla base del modello estetico dell'Île des peupliers ("Isola dei pioppi") nel parco del castello di Ermenonville, l'attuale Parc Jean-Jacques-Rousseau. Nel 1779 i principi Ludwig (morto nel 1777) ed Ernst (morto nel 1779) furono sepolti nella cripta sotterranea, costruita poco prima dall'architetto Carl Christoph Besser. Il duca Ernesto II aveva una "colonna di granito con un'urna di marmo di Carrara e una base di serpentino antico", che lo scultore Friedrich Wilhelm Doell aveva realizzato e installato due anni dopo. La colonna portava una targa di metallo con la scritta Qies Ernesti et Ludovici carissimorum EDSG e Charlottae filiorum MDCCLXXIX (luogo di riposo di Ernst e Ludwig, i figli amati di Ernst, duca di Saxe-Gotha e Charlotte nel 1779). Per aumentare il carattere malinconico, sull'isola furono piantati salici piangenti, betulle d'argento, abeti e cipressi.
Nel 1804, Ernst II fu sepolto, secondo il rito massonico, vicino alla cripta nella nuda terra e senza lapide. Suo figlio e successore Augusto (morto nel 1822) fu sepolto in una cripta appositamente allestita per lui, in cui l'ultimo duca della dinastia Saxe-Gotha-Altenburg trovò il suo ultimo luogo di riposo nel 1848 con sua moglie Carolina Amalia. Il figlio minore di Ernesto Federico IV (morto nel 1825), ultimo duca della famiglia sassone-Gotha-Altenburg rimasto celibe, fu sepolto secondo il rito cattolico nella cripta in cui i suoi giovani fratelli Ludwig ed Ernesto, che erano morti giovani, stavano già riposando.
Su esplicita volontà dei sepolti, le tombe della famiglia ducale non erano contrassegnate da pietre commemorative e (ad eccezione della cripta del principe) una volta erano identificate solo da ovali floreali. Dal momento che questi non esistono più da decenni, i posti esatti delle sepolture non sono più riconoscibili. La sfinge di arenaria sull'isola, dello scultore di corte Gotha Friedrich Wilhelm Eugen Döll (che originariamente si trovava sullo stagno dei cigni dietro la Loggia massonica di Gotha), fu eretta qui solo nel 1948 e non ha collegamenti diretti con la massoneria del duca Ernesto II. 

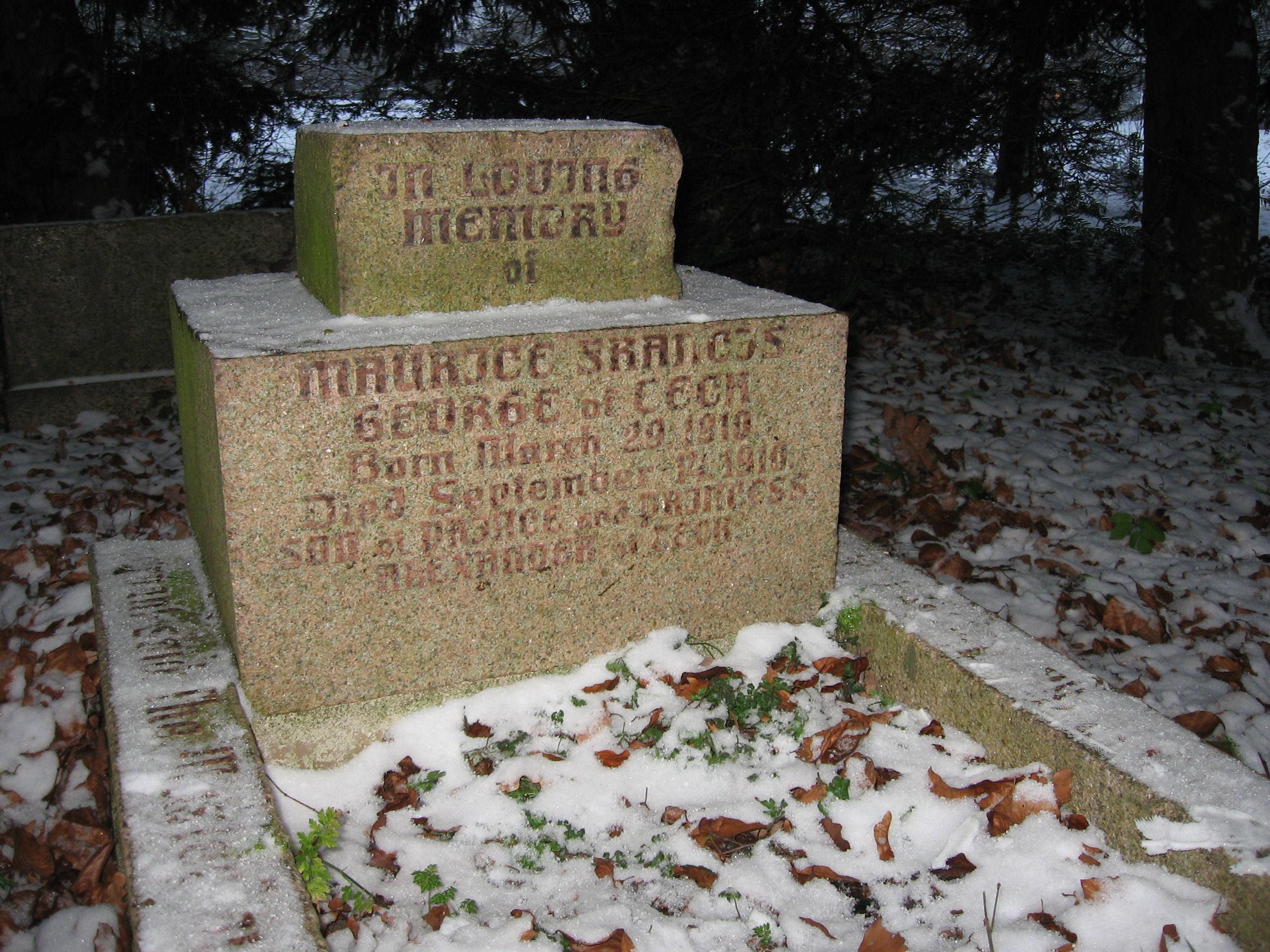
Sepoltura del principe Maurizio Francesco Giorgio di Teck sull'isola della sepoltura

L'ultima sepoltura sull'isola fino ad oggi è stata nel 1910. Il principe Maurice von Teck (figlio più giovane di Alessandro di Teck I conte di Athlone e di sua moglie Alice, sorella del duca Carlo Edoardo di Sassonia-Coburgo e Gotha) furono sepolti sul lato est dell'isola. La modesta tomba di pietra del pronipote della Regina Vittoria è stata trascurata per decenni ed è in cattive condizioni.

### Abeti

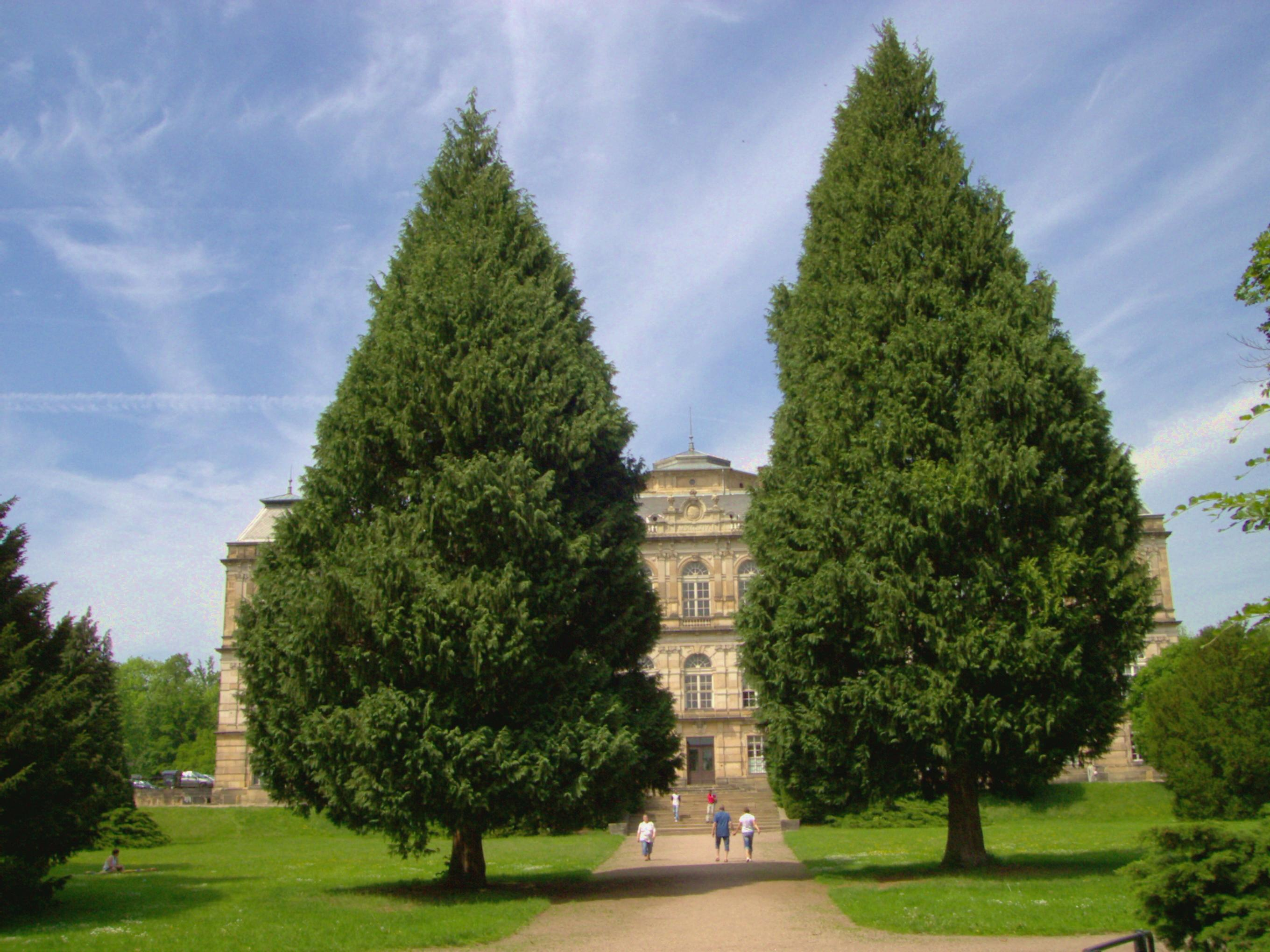
Falsi cipressi all'ingresso del giardino dei pini a sud del Museo ducale

A sud del Museo ducale, il cosiddetto giardino dei pini è stato creato sul sito dell'ex orto tra il 1869 e il 1882. La riprogettazione del sito, di circa 1,2 ettari, è stata effettuata dal giardiniere gotico Oberhof Carl Theobald Eulefeld (1818-1877). Ha progettato un percorso lungolago simmetrico al museo, che - partendo da un'ampia scalinata sulla terrazza meridionale del museo - divide il nuovo giardino a metà e conduce alla parte meridionale del giardino inglese con il grande stagno del parco. Eulefeld ha organizzato i viali principali in due tratte grandi e due piccole che conducono verso la strada principale.
Principalmente nella primavera del 1872, circa 170 conifere di oltre 40 diverse varietà, provenienti da tutto il mondo, furono piantate in gruppi sulle quattro aree di impianto appositamente create.  La collezione dendrologica del giardino di abeti, che fu lanciata alla fine del XIX secolo è stata una delle più importanti del suo genere in Germania, creata deliberatamente come una "continuazione" naturale della collezione di storia naturale del Museo ducale. Oggi, i due grandi falsi cipressi Nootka all'estremità meridionale del viale del lungolago, in particolare, danno forma al giardino dei pini.

### Giardino delle rose
Tra le due rampe curve, che conducono da Parkallee al piazzale meridionale del castello di Friedenstein e confinano con il roseto, in origine vi era un'arena ovale fiancheggiata da alberi, che veniva utilizzata sia dai membri della corte che dai dignitari della città. Nel 1927, il cosiddetto Monumento 95 fu inaugurato in mezzo al giardino, che all'epoca era ancora semplice. La scultura in pietra di un soldato di guardia con un elmetto d'acciaio, una giacca da campo e un "fucile ai piedi", su una base a più livelli, ricordava i morti nella prima guerra mondiale del 95º Reggimento di fanteria della Turingia.
Tra il 1930 e il 1932 attorno al monumento fu creato il cosiddetto roseto con numerosi letti e piantagioni legnose. Un ampio asse centrale conduceva da Parkallee al monumento. Tuttavia, il percorso originale del vecchio maneggio venne preservato, così che un percorso ovale circondava il giardino e lo circonda ancora fino ad oggi.
Nel 1946, venne rimossa la statua del soldato dal Monumento 95, e negli anni '60 fu demolito anche il basamento. Nel novembre 1967 al suo posto venne inaugurato il Memoriale appena eretto per gli eroi della lotta antifascista. Il memoriale in travertino di Langensalza leggero a forma di piramide tronca con una ciotola di fuoco è stato demolito nel giugno 2011.
Poiché anche i letti del giardino furono rimossi durante la demolizione del monumento, il roseto esiste solo da allora. L'area all'interno del percorso ovale del recinto (l'ex maneggio) non venne ricostruita, ma inizialmente progettata come un semplice prato. Ciò ripristinava ampiamente la condizione precedente al 1927. Lo spazio libero viene utilizzato per eventi organizzati dalla Fondazione Palazzi e giardini della Turingia .

## Monumenti e cippi commemorativi

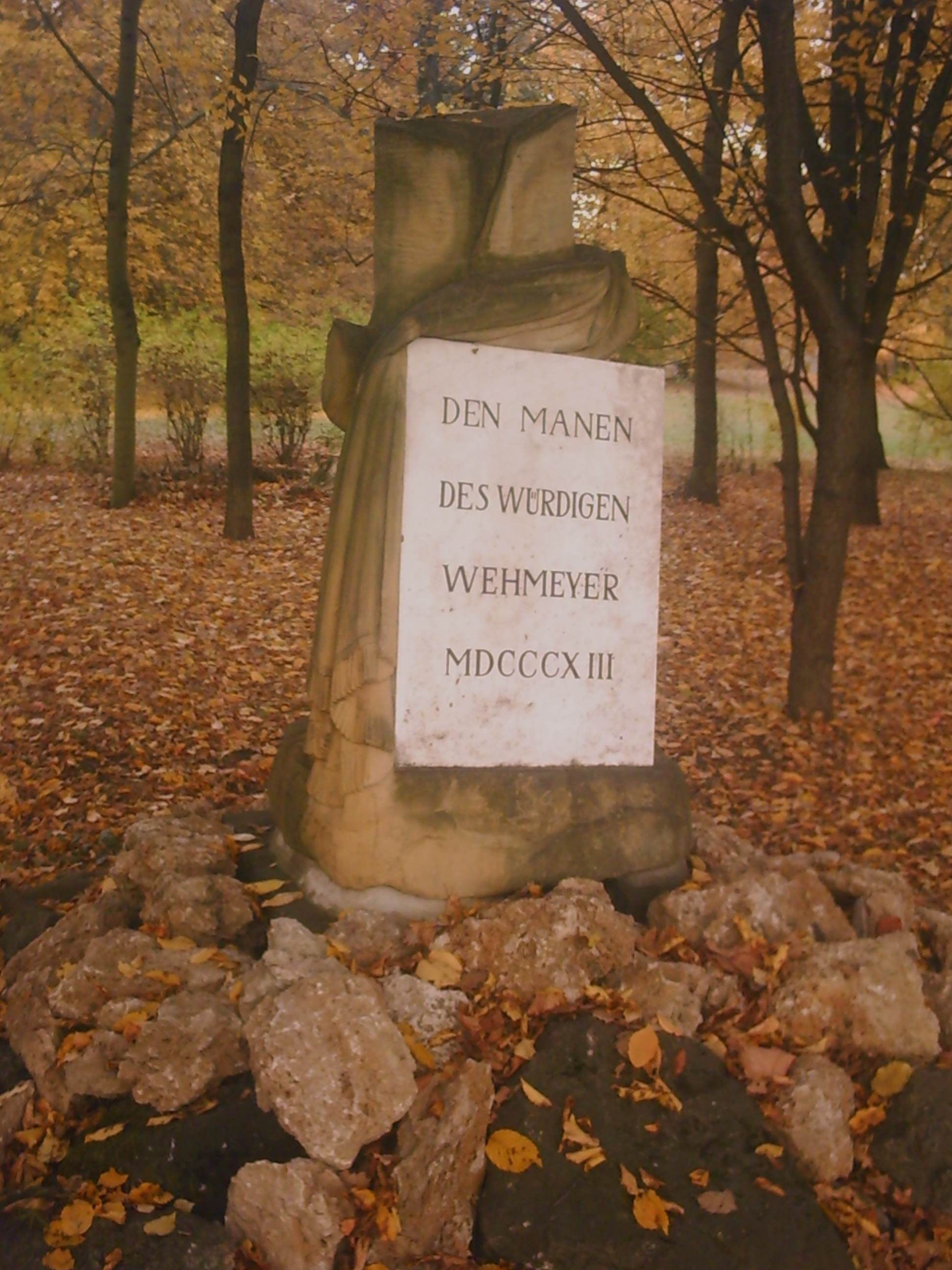
Monumento a Wehmeyer, 2011

- Memoriale di Blumenbach: l'associazione di scienze naturali fece costruire una lapide, nel 1878, nell'angolo sud-est del parco vicino a Parkallee in omaggio allo scienziato naturale e antropologo Johann Friedrich Blumenbach, nato a Gotha. L'unico possente blocco di porfido grossolanamente reciso reca una piastra in ghisa, che è adornata da un ritratto in bronzo a grandezza naturale di Blumenbach.
- Monumento a Frankenberg: dopo il 1815, il duca Augusto di Sassonia-Gotha-Altenburg fece costruire una pietra sul Beltwalk sul lato nord del grande stagno del parco in memoria del suo amico, il consigliere privato e ministro di Stato Sylvius Freiherr von Frankenberg. Il monumento classicista, la cui forma ricorda il Sepolcro degli Scipioni, reca la scritta: dedicata all'indimenticabile Sylvius .
- Monumento a Geutebrück: nel 1817, il duca Federico IV di Sassonia-Gotha-Altenburg fece erigere un monumento, su un prato a ovest dello stagno grande del parco, per il Consigliere ducale e segretario dell'archivio August Geutebrück.
- Goethe-Stein: eretto nel 1921 in memoria dei fratelli ginnasti del club di ginnastica di Gotha che morirono nella prima guerra mondiale.
- Colonna Koppe : nel giardino orientale del Castello c'è una colonna ionica incoronata da un vaso con una targa con iscrizione che commemora il sovrintendente generale Johann Benjamin Koppe. Il duca Ernesto II di Sassonia-Gotha-Altenburg lo commissionò allo scultore di corte Gotha Friedrich Wilhelm Eugen Döll nel 1791 dopo la morte dell'amico Koppe.
- Colonna dei martiri : su suggerimento di Augusto di Sassonia-Gotha-Altenburg, questa colonna di arenaria Seeberger fu eretta nella parte sud-occidentale del parco del palazzo. Invece di una capitello, la colonna porta un blocco a quattro facce, simile a un cubo, con timpani appuntiti che mostrano rilievi di Santi Martino, Dionigi, Floriano (secondo altre fonti Sant'Ursino ) e Giorgio. I quattro angeli che pregavano, originariamente alla base della colonna, non sono sopravvissuti. Dopo il 1923, la colonna fu spostata dalla sua posizione originale al giardino orientale del castello
- Monumento a Petermann : vicino al Teeschlösschen, la Società Geografica tedesca ha dedicato una lapide in stile liberty al geografo e cartografo August Petermann, suicidatosi nel 1878. Dal 1998, il percorso che conduce oltre il memoriale tra il Teeschlösschen e l'orangerie è stato chiamato August-Petermann-Weg.
- Sfinge : una sfinge di arenaria, creata da Friedrich Wilhelm Eugen Döll, fu eretta sull'isola del grande stagno dopo il 1948. In origine si trovava sullo stagno dei cigni dietro l'antica Loggia massonica di Gotha.
- Monumento a Wehmeyer : sul bordo meridionale del parco, il duca Federico IV fece erigere una lapide commemorativa, nel 1813, per il suo defunto giardiniere Oberhof Christian Heinrich Wehmeyer.

Monumenti non più esistenti:
- Monumento Antifa: nel 1967 fu inaugurato il memoriale per gli eroi della lotta antifascista al posto del Monumento 95 nel roseto. Nel 2011 il memoriale è stato demolito.
- Statua di Diana: nell 1919 venne costruita una scultura in bronzo, di Diana con un cane, su una base ovale in pietra calcarea nell'asse centrale dell'aranceto. Nel 1931 fu rimossa per inserire il memoriale di guerra FEA 3 appena creato e collocato nel giardino dietro il Palazzo ducale. La base esiste ancora oggi e la statua fu probabilmente donata come donazione di metallo del popolo tedesco nel 1940.
- Memoriale di guerra (Memoriale 95): nel 1927, fu inaugurato il cosiddetto Memoriale 95, nell'area tra il Castello Friedenstein e il Museo ducale, che in seguito sarebbe stato chiamato il Giardino delle rose . La scultura in pietra di un soldato di guardia su una base multi-livello ricordava i membri del 6º Reggimento che morirono nella prima guerra mondiale. La statua del soldato fu rimossa nel 1946 e la base negli anni '60.
- Memoriale di guerra FEA 3: su iniziativa della Gotha Aviation Association, l'obelisco di arenaria che esisteva dal 1916 fu convertito, nel 1931, in memoria degli eroi di FEA 3 (Gotha Aviation Replacement Department 3) che morirono nella prima guerra mondiale. Dopo il 1945 la lapide fu rimossa.
- Colonna del principe : la cripta dei principi Ludwig e Ernesto von Sachsen-Gotha-Altenburg, che fu realizzata sull'isola di Großer Parkteich nel 1779, venne contrassegnata con una colonna di granito nel 1781. La colonna incoronata dall'urna dello scultore Friedrich Wilhelm Eugen Döll portava una lastra di metallo con la scritta Qies Ernesti et Ludovici carissimorum EDSG e Charlottae filiorum MDCCLXXIX.

## Proprietà
Fin dai suoi inizi, il parco del palazzo fu inizialmente di proprietà della Casa di Sassonia-Gotha-Altenburg e, dal 1826, della Casa di Sassonia-Coburgo e Gotha. Nel 1919 fu espropriato senza compenso insieme al resto della Casa dei Principi nell'ex Ducato di Gotha e alla proprietà del neo-stato libero di Sassonia-Gotha appena fondato. Nel 1925 l'espropriazione della proprietà ducale fu dichiarata non valida dopo una causa da parte della Casa di Sassonia-Coburgo e Gotha e il parco (come tutte le altre proprietà espropriate) divenne proprietà privata dell'ultimo sovrano duca Carlo Edoardo di Sassonia-Coburgo-Gotha. Nel 1937 il parco fu trasferito alla città come parte di una donazione del duca di Sassonia-Coburgo e della Fondazione Gotha per l'arte e la scienza, fondata nel 1928, dove rimase fino al 2004. Da allora, insieme al castello Friedenstein, è di proprietà della fondazione pubblica Palazzi e giardini della Turingia.